# A magyar labdarúgó-válogatott mérkőzései 1906-ban
A magyar labdarúgó-válogatott 1906-ban három mérkőzést vívott, két döntetlent a Cseh Királyság és egy győztest Ausztria ellen. A kilencedik mérkőzésen egy tizenhét éves fiatal, Schlosser Imre, ferencvárosi játékos is bemutatkozott, aki a későbbiekben huszonegy éven keresztül volt a magyar válogatott oszlopos tagja, 68 mérkőzésen 58 gólt szerzett.
Szövetségi kapitány:
- Hajós Alfréd 8–10.[1]

## Eredmények
| 8. mérkőzés 1906. április 1. | Magyarország | 1 – 1   | Csehország  | Millenáris-pálya, Budapest Nézőszám: 5 000 Játékvezető: Theodor Holley (ENG) |
| 8. mérkőzés 1906. április 1. | Károly 80'   | (0 – 0) | Valásek 63' | Millenáris-pálya, Budapest Nézőszám: 5 000 Játékvezető: Theodor Holley (ENG) |

| 9. mérkőzés 1906. október 7. | Csehország                          | 4 – 4   | Magyarország                             | Slavia-stadion, Prága Nézőszám: 6 000 Játékvezető: Paul Heyne (GER) |
| 9. mérkőzés 1906. október 7. | Stary 22' 83' Baumruk 65' Kosek 88' | (1 – 1) | Horváth 33' 86' Károly 59' Molnár II 60' | Slavia-stadion, Prága Nézőszám: 6 000 Játékvezető: Paul Heyne (GER) |

| 10. mérkőzés 1906. november 4. | Magyarország                           | 3 – 1   | Ausztria   | Millenáris-pálya, Budapest Nézőszám: 3 000 Játékvezető: Fehéry Ákos (HUN) |
| 10. mérkőzés 1906. november 4. | Molnár II 26' Schlosser 55' Károly 65' | (1 – 0) | Hussak 75' | Millenáris-pálya, Budapest Nézőszám: 3 000 Játékvezető: Fehéry Ákos (HUN) |

## Lásd még
- A magyar labdarúgó-válogatott mérkőzései (1902–1929)
- A magyar labdarúgó-válogatott mérkőzései országonként